# Серро-Нелли
Серро-Нелли (исп. Cerro Nelly) — горная вершина, потухший вулкан, в Андах в составе хребта Западная Кордильера. Расположена в Боливии, департамент Потоси, провинция Суд-Липес, муниципалитет Сан-Пабло-де-Липес.
Высота — 5676 метров над уровнем моря. Серро-Нелли находится на территории Андского национального заповедника фауны имени Эдуардо Авароа.